# Frauenquorum
Das Frauenquorum ist eine abgeschwächte Form der Frauenquote, welche durch ein Quorum erreicht werden soll.
Das Frauenquorum soll den Anteil an Frauen in bestimmten Positionen erhöhen, ohne jedoch zwingende Vorschriften über den Frauenanteil zu machen. Es wird insbesondere bei parteiinternen Wahlen der CDU angewandt, findet aber auch Verwendung in kommunalen Gremien, zum Beispiel in den Jugendhilfeausschüssen in Hamburg. Die Erhöhung des Frauenanteils soll hierbei durch verschiedene Maßnahmen erreicht werden, die das entscheidende Gremium durch Appelle und Sanktionen dazu bewegen sollen, Frauen bei Personalentscheidungen ausreichend zu berücksichtigen.

## Frauenquorum in der CDU

### Ausgestaltung
Im Statut der CDU Deutschlands wird in § 15 die Gleichstellung von Frauen und Männern geregelt. Die Pflicht zur Erreichung der Gleichstellung wird allen Vorständen der Partei in ihrem Verantwortungsbereich auferlegt. Neben dieser allgemeinen Pflicht zur Durchsetzung der Gleichstellung wird die konkrete Ausgestaltung des Frauenquorums in der CDU geregelt: Frauen sollen an Parteiämtern in der CDU und an öffentlichen Mandaten mindestens zu einem Drittel beteiligt sein. Sowohl bei parteiinternen Gruppenwahlen, als auch bei der Kandidatenaufstellung für Parlamentswahlen sollen mindestens ein Drittel der zu wählenden Kandidaten Frauen sein.
Wird dieses Quorum bei parteiinternen Wahlen nicht erreicht, ist der erste Wahlgang für ungültig zu erklären und ein weiterer Wahlgang durchzuführen, wobei weitere Kandidatenvorschläge gemacht werden dürfen. Hier kommt der Gedanke des Quorums zum Tragen, der bei der Zulässigkeit einer Abstimmung abhängig von bestimmten Bedingungen ansetzt. Der zweite Wahlgang ist auch dann gültig, wenn das Quorum erneut nicht erreicht wird. Wird das Quorum bei Kandidatenaufstellungen nicht erreicht, muss vor der Versammlung dargelegt und begründet werden, weshalb es nicht erreicht werden konnte. Das Frauenquorum ist höher als der Frauenanteil unter den Parteimitgliedern von 25,4 Prozent.

### Geschichte
Das Frauenquorum in der CDU wurde zunächst auf dem Bundesparteitag der CDU in Karlsruhe 1995 vorgeschlagen, konnte dort jedoch nicht die Mehrheit der Delegierten erreichen und wurde abgelehnt. Daraufhin wurde auf dem Bundesparteitag in Hannover 1996 erneut über das Frauenquorum abgestimmt, wobei eine Mehrheit für eine versuchsweise auf fünf Jahre befristete Einführung des Quorums erreicht wurde. Nach Ablauf der fünf Jahre wurde auf dem Bundesparteitag in Dresden 2001 erneut über das Frauenquorum abgestimmt und eine unbefristete Einführung beschlossen.

## Bewertung der Maßnahme
Die Einführung eines Frauenquorums soll einen Kompromiss zwischen der Einführung einer Frauenquote und dem Verzicht auf Maßnahmen zur Erhöhung des Frauenanteils darstellen. Die Regelung ist entwickelt worden, um Nachteile beider Verfahren zu umgehen und die Vorteile zu nutzen. So kann der Verzicht auf Maßnahmen zur Erhöhung des Frauenanteils dazu führen, dass Frauen trotz vorhandener Befähigung von Wahlversammlungen nicht gewählt werden oder sich nicht als Kandidaten zu diesen Wahlen stellen. Andererseits kann die Einführung einer festen Frauenquote auch dazu führen, dass aufgrund von fehlenden Bewerberinnen auch nicht ausreichend fähige Frauen gewählt werden müssen, um die Quote zu erfüllen. Diese werden daraufhin oft abwertend als „Quotenfrauen“ bezeichnet.
In der CDU führt das Frauenquorum tendenziell zu einer Erhöhung des Frauenanteils in höheren Führungsebenen der Partei, während die Maßnahme in den unteren Parteiebenen weniger Wirkung entfaltet. Primärer Grund ist der Mangel an weiblichen Kandidaten auf lokaler Ebene.